# Serhii Holubîțkîi
Serhii Vitaliovici Holubîțkîi cunoscut în lumea sportului ca Sergei Golubitsky (ucraineană Сергій Віталійович Голубицький; n. 20 decembrie 1969, Kiev, RSS Ucraineană, URSS) este un scrimer ucrainean specializat pe floretă. A fost vicecampion olimpic la Barcelona 1992 și campion mondial de trei ori la rând în 1997, 1998 și 1999. După ce s-a retras din competiție a devenit antrenor de scrimă. A fundat Centrul „Golubitsky Fencing” la Irvine, California.
Este soțul floretistei germane Carolin Golubytskyi. În anul 2004 și-a publicat autobiografia, intitulată Scrima este viața mea (în engleză Fencing is My Life).